# Satoshi Kukino
Satoshi Kukino (久木野 聡 Kukino Satoshi?, nacido el 16 de abril de 1987 en Miyazaki) es un exfutbolista japonés. Jugaba de delantero y su último club fue el FC Machida Zelvia>/ref> de Japón.

## Trayectoria

### Clubes
| Club              | País  | Año         |
| ----------------- | ----- | ----------- |
| Kawasaki Frontale | Japón | 2006 - 2011 |
| Yokohama FC       | Japón | 2010        |
| Tochigi SC        | Japón | 2012 - 2014 |
| FC Machida Zelvia | Japón | 2014 - 2016 |

## Estadística de carrera

### J. League
| Club              | Año   | J. League | J. League | Copa J. League | Copa J. League | Total | Total |
| Club              | Año   | Part.     | Goles     | Part.          | Goles          | Part. | Goles |
| ----------------- | ----- | --------- | --------- | -------------- | -------------- | ----- | ----- |
| Kawasaki Frontale | 2006  | 0         | 0         | 0              | 0              | 0     | 0     |
| Kawasaki Frontale | 2007  | 11        | 1         | 5              | 0              | 16    | 1     |
| Kawasaki Frontale | 2008  | 6         | 1         | 3              | 0              | 9     | 1     |
| Kawasaki Frontale | 2009  | 4         | 0         | 1              | 0              | 5     | 0     |
| Yokohama FC       | 2010  | 15        | 2         | -              | -              | 15    | 2     |
| Kawasaki Frontale | 2011  | 6         | 0         | 1              | 0              | 7     | 0     |
| Tochigi SC        | 2012  | 13        | 1         | -              | -              | 13    | 1     |
| Tochigi SC        | 2013  | 21        | 1         | -              | -              | 21    | 1     |
| Tochigi SC        | 2014  | 8         | 0         | -              | -              | 8     | 0     |
| FC Machida Zelvia | 2014  | 14        | 2         | -              | -              | 14    | 2     |
| FC Machida Zelvia | 2015  | 35        | 6         | -              | -              | 35    | 6     |
| FC Machida Zelvia | 2016  | 14        | 0         | -              | -              | 14    | 0     |
| Total             | Total | 147       | 14        | 10             | 0              | 157   | 14    |